# Веттштейн, Рихард
Рихард фон Веттштейн, Риттер фон Вестерсхайм (нем. Richard Wettstein; 30 июня 1863 года, Вена — 10 августа 1931 года, Тринс) — австрийский ботаник.
Рихард Веттштейн известен как автор теории происхождения обоеполого цветка покрытосеменных из нескольких однополых (как мужских, так и женских) цветков голосеменных и основанной на ней филогенетической системы. Один из создателей морфолого-географического метода в систематике растений. Открыл явление сезонного диморфизма у цветковых растений. В вопросах эволюции придерживался ламаркистских взглядов.

## Краткая биография
С 1892 года — профессор немецкого университета в Праге, с 1899 года — профессор Венского университета и директор университетского Ботанического сада. С 1901 года — президент Венского зоологическо-ботанического общества (нем.).
В 1905 году — сопрезидент II Международного ботанического конгресса, прошедшего в Вене.
Почётный член АН СССР (1927).
Осуществил научные экспедиции — сначала по территории Бразилии, позже, совместно с сыном, по Южной и Восточной Африке.

## Семья
Его сын, Фридрих Веттштейн, риттер фон Вестерсхайм, также был ботаником.

## В честь Веттштейна
В честь Рихарда Веттштейна названы два рода растений:
- Wettsteinia Petrak
- Wettsteiniola Suesseng.

## Труды
- Grundzüge der geographisch-morphologischen Methode der Pflanzensystematik, 1898
- Botanik und Zoologie in Österreich 1850—1900, 1901
- Der Neo-Lamarckismus und seine Beziehungen zum Darwinismus, 1903
- Handbuch der systematischen Botanik, 1901—1908